# Fríða Ísberg
Fríða Jóhanna Ísberg, född 19 december 1992 i Reykjavík, Island, är en isländsk författare. Fríða har studerat filosofi och litterärt skrivande vid Islands universitet.  Novellsamlingen Kláði, nominerades till Nordiska Rådets Litteraturpris 2020.

## Priser och utmärkelser
- 2022 – P.O. Enquists pris